# Blaxploitation
Blaxploitation eller Black exploitation är en undergenre av exploitation. Filmgenren växte fram under 1970-talet som en reaktion på dåtidens actionfilmer med vita hjältar i huvudrollen.
Filmmusiken var oftast den som blev mest hyllad. Musiken var afroamerikansk musik såsom funk, soul, R&B och jazz.

## Några kända Blaxploitationfilmer
- Sweet Sweetback's Baadasssss Song
- Mitt namn är Shaft
- Coffy
- Detroit 9000
- Foxy Brown
- Blackenstein
- Blacula
- Dolemite

### Kända skådespelare i genren
- Melvin Van Peebles
- Pam Grier
- Tamara Dobson
- Richard Roundtree
- Fred Williamson

## Filmmusik
- Curtis Mayfield
- Clarence Carter
- Isaac Hayes
- O.V. Wright
- Bobby Womack
- Roy Ayers
- Quincy Jones